# 元謀原人
元謀原人（げんぼうげんじん）は、中華人民共和国雲南省楚雄イ族自治州元謀県で発見された中国最古の人類とも言われている。

## 発掘
1965年5月に雲南省北部の険しい山の中にある元謀県老城郷上那蚌村の西北にある小高い丘の上で2本の人の上顎門歯が発見された。
1973年に歯が見つかった近くの地層で7つの石英の石器と動物化石と炭化した火の使用の痕跡が発見された。
1976年7月25日にこれらの化石は古磁気測定によりおよそ170万年前とされた。

## 概要
しかしながら、この化石が今からおよそ50万から60万年前とする学者もいる。
歯の化石は、その裏面の形状からアフリカからアジアに進出したホモ・エレクトスだと考えられている。北京原人よりも古い形状の歯でもある。
発見された石器はその後の研究によって歯の化石と同年代のスクレイパーであることがわかった。
また、発見された動物は歯の化石と同年代のもので、その殆どが絶滅していることがわかった。
これは元謀原人も同様であり、彼等は子孫を残さずに絶滅した系統で、現在の中国人はじめ東アジアの人間の祖先ではないと思われる。
（現代人の祖先がアフリカで誕生したのは20万年ほど前であり、アジアへの進出はさらに遅い時期である。）

## 雲南省南部での発見
2005年、雲南省文物考古研究所の調査隊は雲南省南部の山地にある臨滄市滄源ワ族自治県勐省鎮の農克硝洞（標高1195メートル）で石器を発見した。これらの石器は旧石器時代早期のもので、元謀原人が170万年前に生息していた可能性が高くなった。だとすれば、農克硝洞で発見された石器は元謀原人と同じ年代に雲南省南部の山地で生息していた原人がつくった石器である可能性が高い。見つかった地層は昔より地元住民が「竜骨」という漢方薬として化石を発掘していた。
石器は花崗岩や玄武岩のスクレイパーや斧だった。石器の大きさはかねがね10センチ程度で、形状は藍田原人のものに似ている。